# ミラーボール

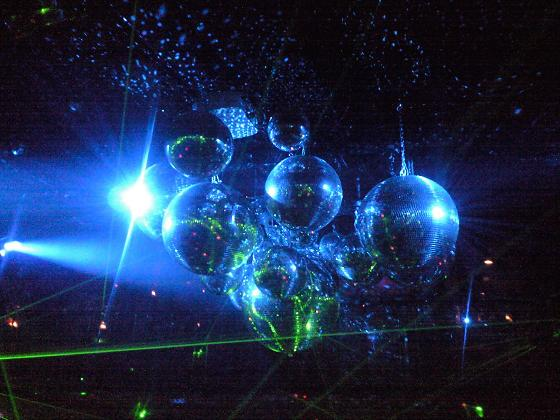
光を反射して輝くミラーボール

ミラーボール（英: mirror ball）は、小さな鏡が球形に取り付けられた飾り。ディスコボール (disco ball) とも呼ばれ、特に英語ではこちらの表記がなされる。
ディスコやダンスホール、ナイトクラブ等で用いられ、光を当てながら回転させると、部屋中に小さな光が反射する。

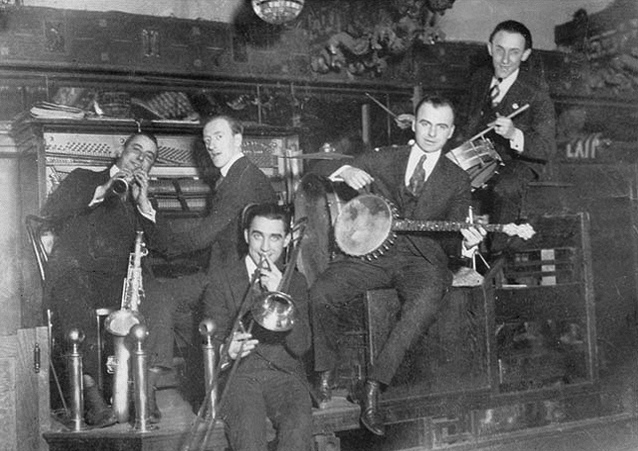
ルイジアナファイブ(1919年)

ミニチュアのキラキラボールはノベルティとして販売されており、自動車のアクセサリーやクリスマスツリーのオーナメントなど、さまざまな装飾目的で使用される。

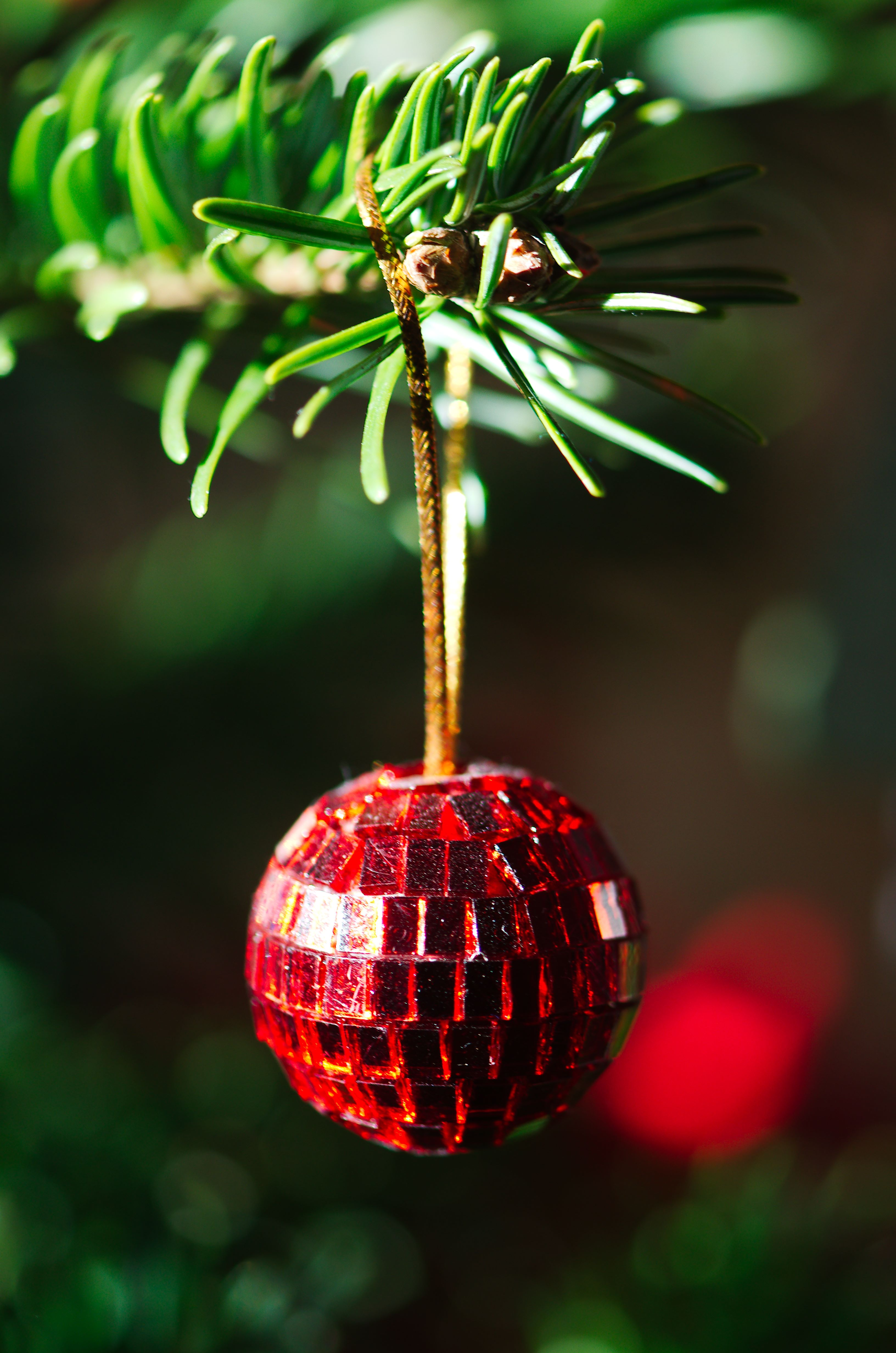
クリスマスツリーのオーナメント

## 製造メーカー
直径1mを超えるものになると1万枚以上の鏡を貼り付けなければならず、高い技術力が求められる。そのため、国内で大型のものは大阪府摂津市の日照が唯一製造している。

## ギャラリー

回るミラーボール
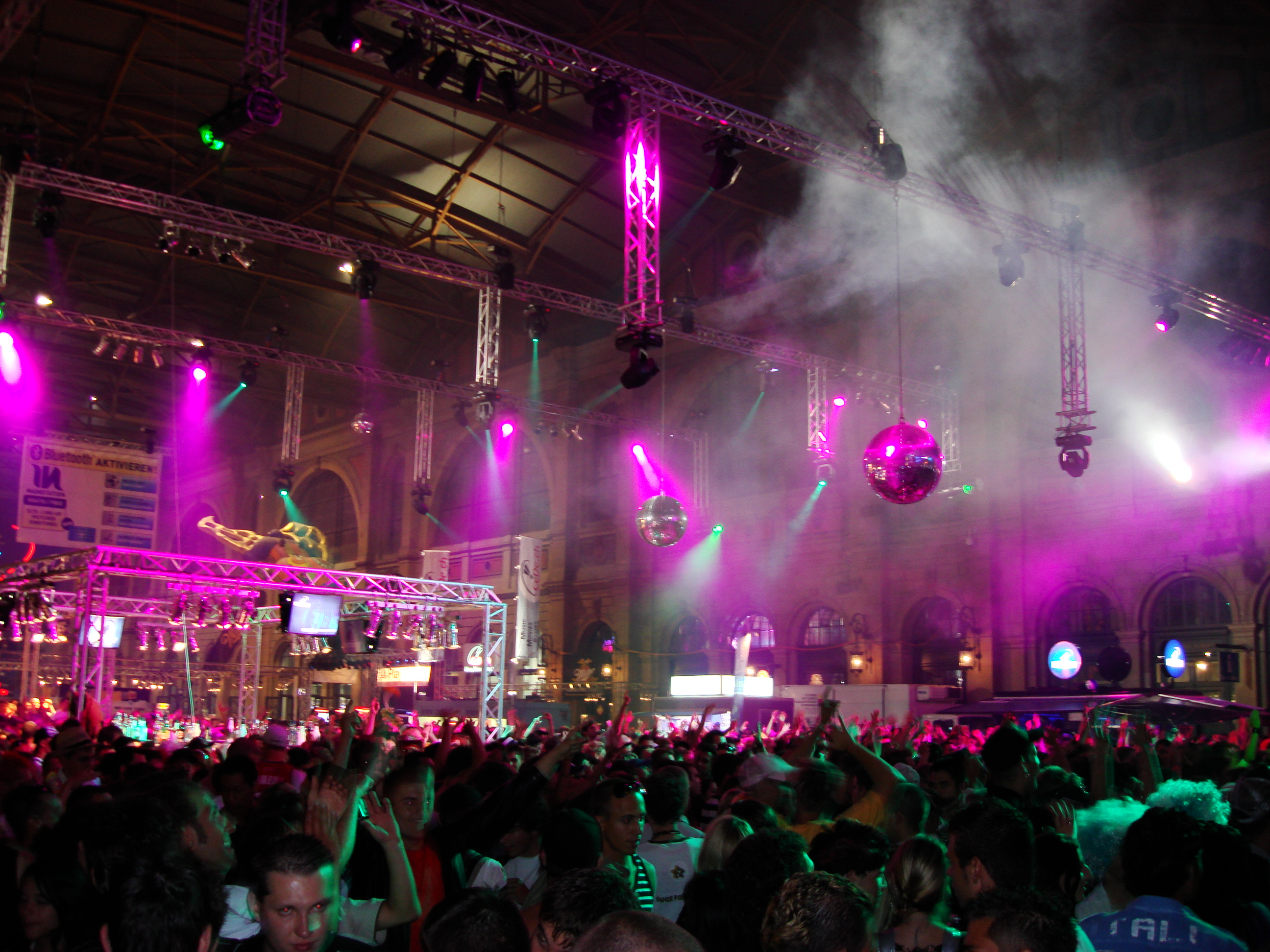
チューリッヒテクノ・パレード（英語版）のメイン・ステーション（ドイツ語版）2007年
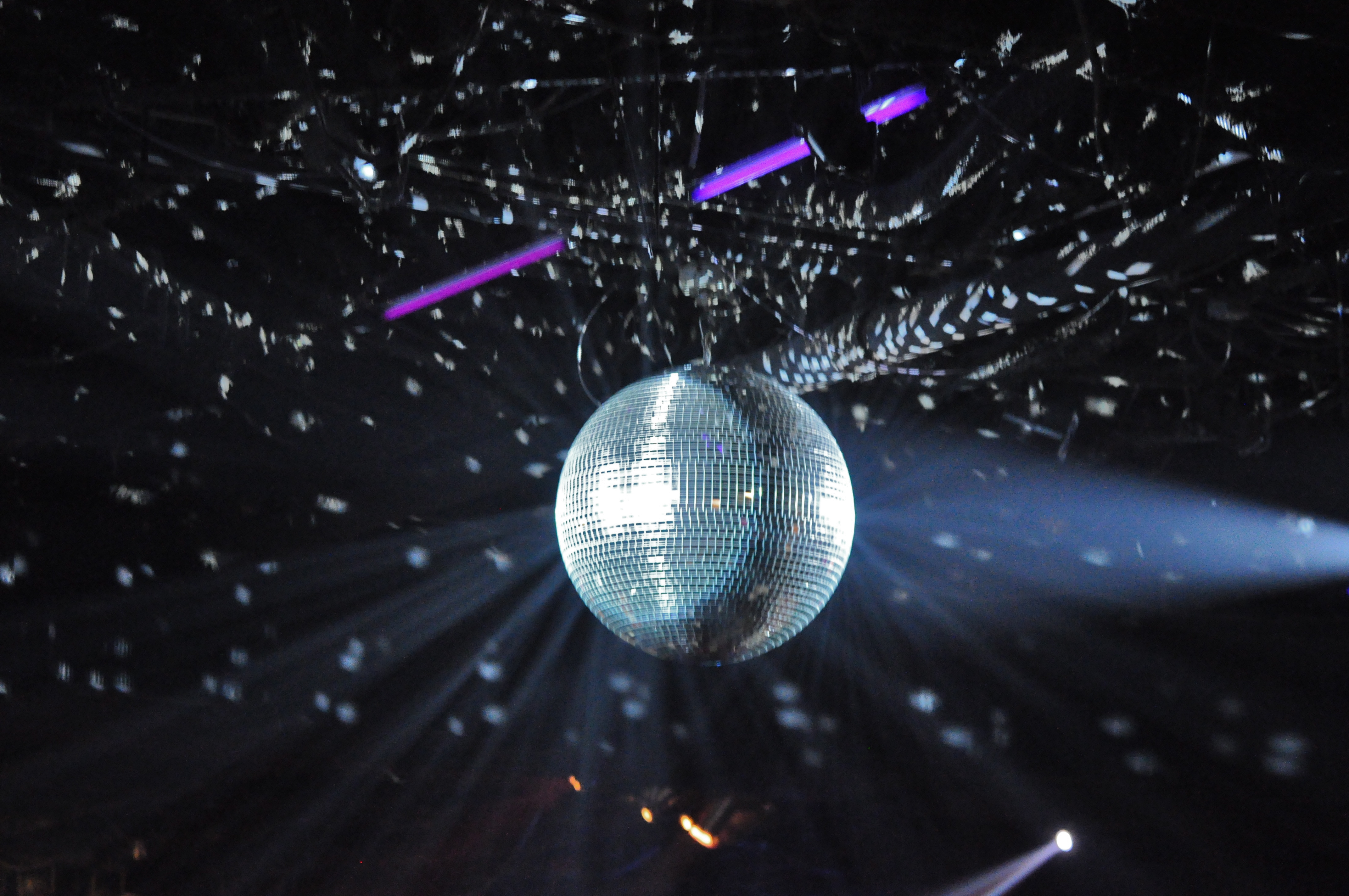
「スティーヴィー・レイ・ヴォーンメモリアルコンサート、カウボーイズダンスホール、テキサス州アーリントン（2009年10月4日）」
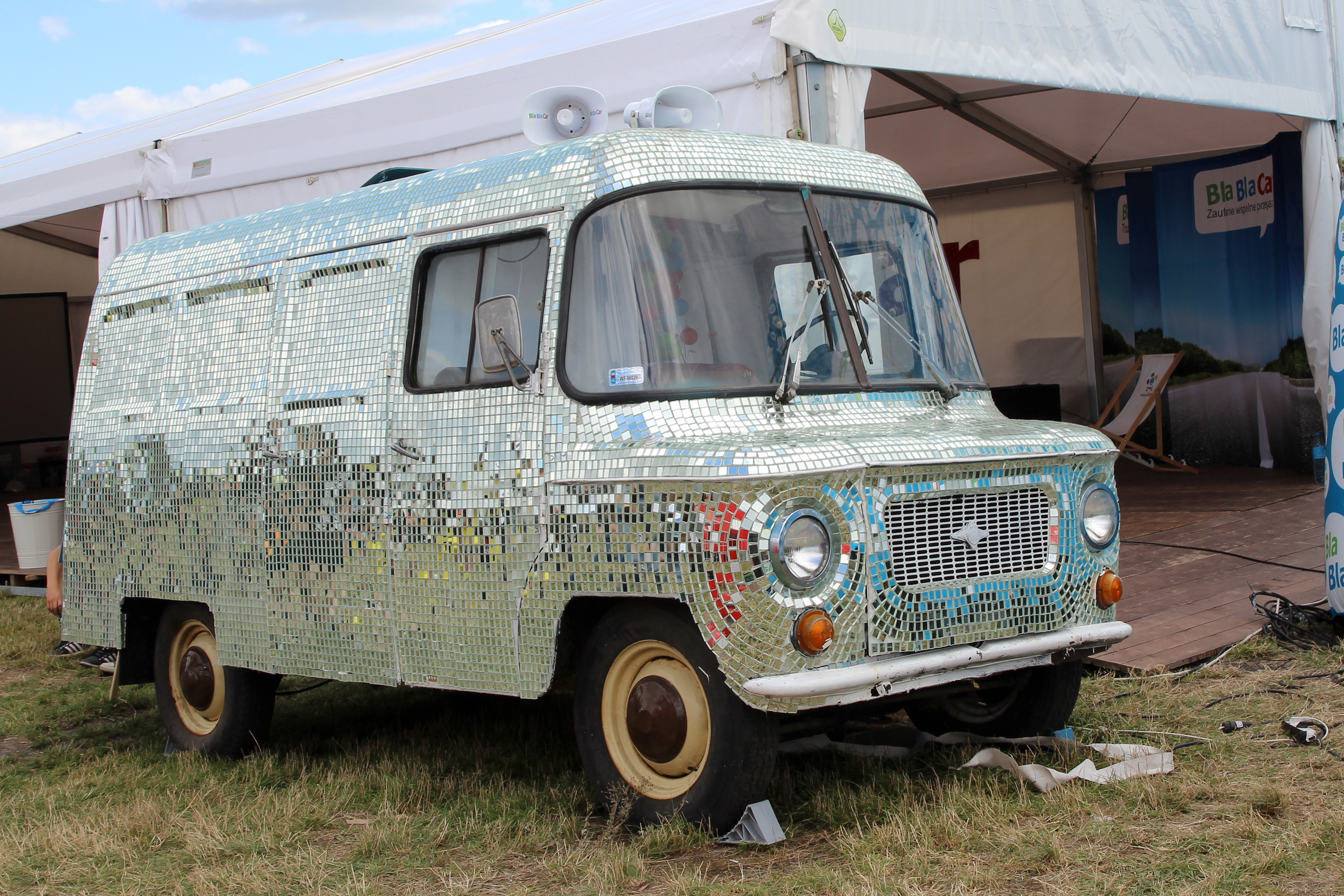
プレジィスタネク・ウッドストック（英語版）(2015年)
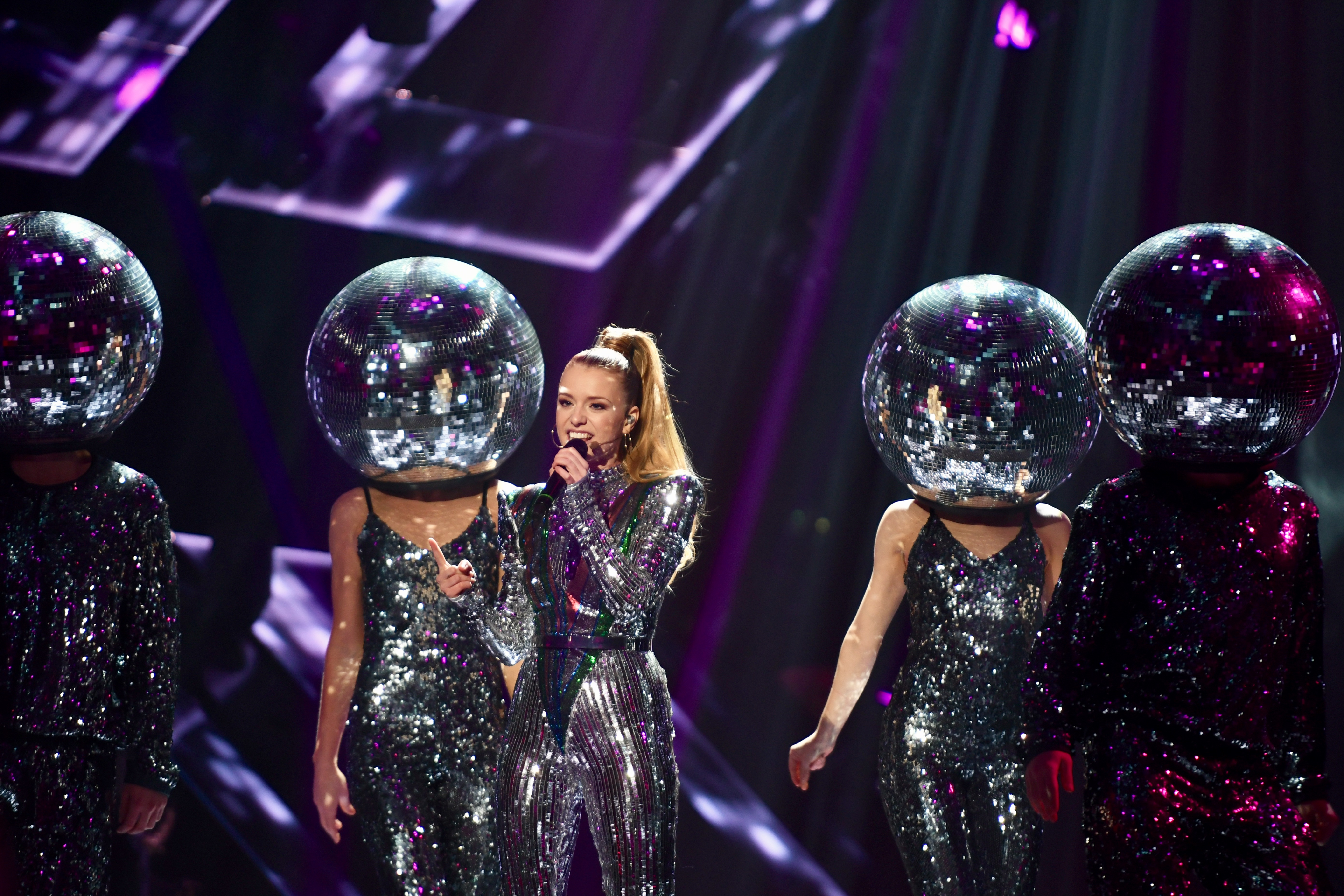
メロディーフェスティバーレン 2017（スウェーデン語版）(メロディーフェスティバーレン)
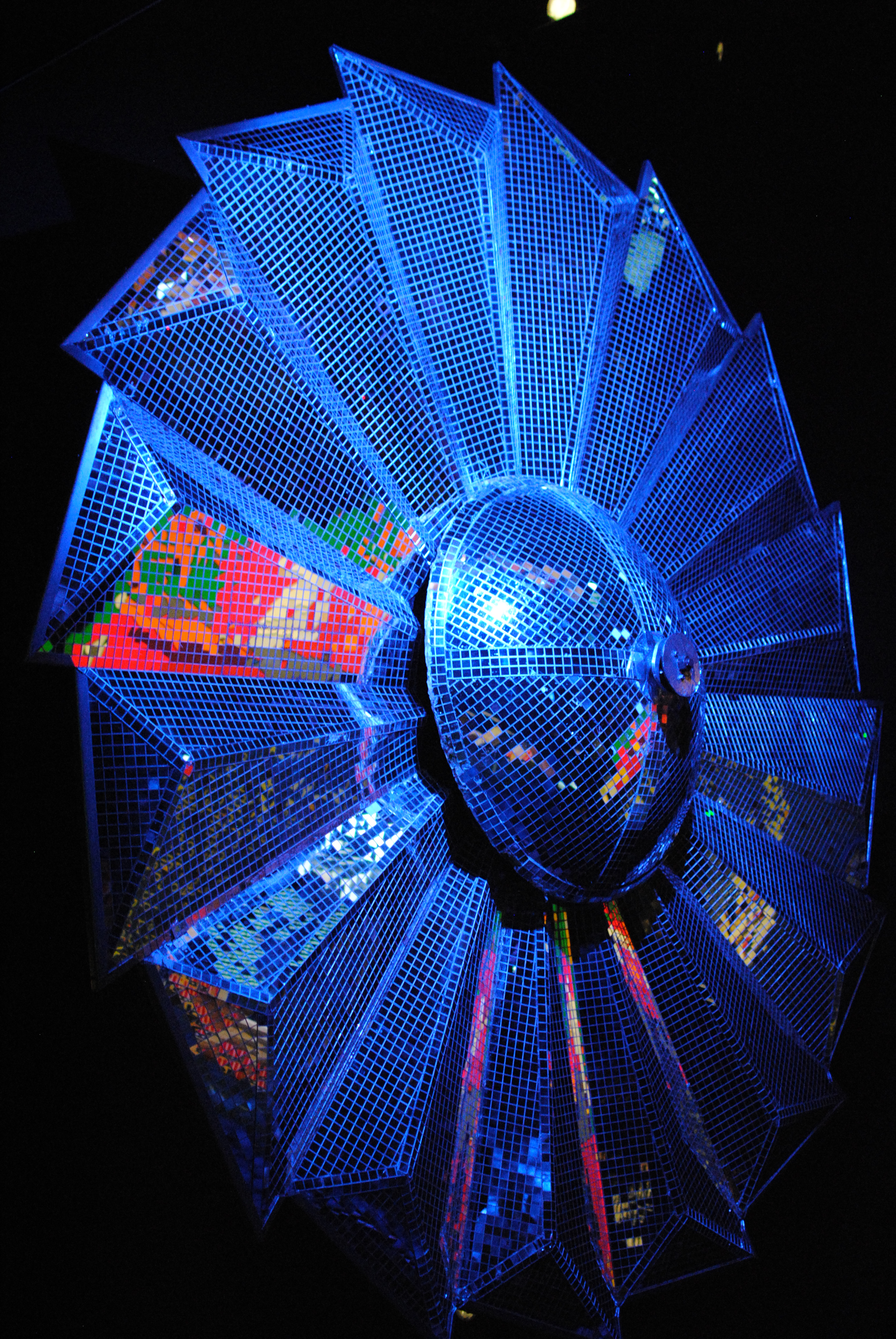
ピンク・フロイド大回顧展「Pink Floyd: Their Mortal Remains（英語版）」ヴィクトリア&アルバート博物館2017年のミラーボール

## 関連記事
- くす玉
- ミラーボールズ
- ミラーボーラー